# 新創世紀
『新創世紀』（しんそうせいき、英語: Godiego Includes the Suite, GENESIS）は、日本のロックバンド・ゴダイゴが1976年7月25日にコロムビアレコードから発売した1枚目のオリジナルアルバムである。

## 解説
LP発売当初の品番は、YX-7117。
全曲、作詞:奈良橋陽子、作曲:タケカワユキヒデ、編曲:ミッキー吉野（特記以外）
当初は、タケカワユキヒデのソロ・アルバムとして製作が進められていたが、ゴダイゴを結成することになったため、ゴダイゴ名義で発売された。
オリコンチャート最高位88位を獲得。アルバムとして初の圏内入りを果たした。
このアルバムの時点では、ドラム担当で知られているトミー・スナイダーはゴダイゴに加入しておらず、ドラムは浅野良治（ギター担当である浅野孝已の弟にあたる。1977年脱退。）及び、ミッキー吉野グループに在籍していた原田裕臣が担当していた。
このアルバムに収録されている曲は全詞英語であり、表題曲を除きライナー・ノーツ（歌詞カード）には歌詞とともに日本語による訳詞が記載されている。表題曲には訳詞のかわりに、各曲ごとの解説が記載されている。またゴダイゴのオリジナル・アルバムはほとんどの曲が全詞英語となっている。
このアルバム発売に先立ち、『SALAD GIRL（僕のサラダガール）/YELLOW CENTER LINE（イエロー・センター・ライン）』がシングル・カットされているが、「SALAD GIRL（僕のサラダガール）」はアルバムに収録されているものとは別録音のバージョンである。
「SUITE:GENESIS（組曲:新創世紀）」は、元々タケカワユキヒデが作詞した「THE PILED BLOCKS」を奈良橋陽子が書き改めたものである（歌詞の内容は異なる）。
当アルバムのうちA面曲が、映画『青春の殺人者』に使用されており、同映画のサウンドトラックを兼ねている。さらに「SALAD GIRL（僕のサラダガール）」はカネボウ化粧品CMソングとしても使用されており、後にゴダイゴのCMソング集アルバム『CMソング・グラフィティ VOL.1〜ゴダイゴ・スーパー・ヒッツ〜』にも、このアルバムのアレンジ・ヴァージョンが収録された。
『青春の殺人者』では、「IF YOU ARE PASSING BY THAT WAY（想い出を君に託そう）」は「オープニング」及び「回想ー更地にて」、「YELLOW CENTER LINE（イエロー・センター・ライン）」は「夕焼ー祭の街へ」、「MAGIC PAINTING（マジック・ペインティング）」は「回想ースナック開店風景」、「IT'S GOOD TO BE HOME AGAIN（憩いのひと時）」は「回想ー海岸のアイス・キャンディー売り」及び「エンディングー高速道路」という別名が付けられていた。
組曲の内容は、世界に1つしか国がなかった頃、その支配者である女王に三人の子供が生まれ、その王子たちが一人前になった頃、女王の男達への非情さに心を痛め、女王への反乱が始まるというもの。
組曲に登場する3人の息子は、Christo（キリスト）、Mahomet（マホメット）、Buddha（釈迦）である。
イギリスなどでは、1978年3月3日に「SALAD GIRL（僕のサラダガール）」を「THE WATER MARGIN（水滸伝のテーマ）」に差し替えた『THE WATER MARGIN』をリリースしている他、『IF YOU ARE PASSING BY THAT WAY（想い出を君に託そう）」/THE HUDDLE（男たちの凱歌）』をシングル・カットしてリリースしている。他にもスペインで『THE WATER MARGIN（水滸伝のテーマ」/THE HUDDLE（男たちの凱歌）』をシングル・カットしてリリースしている。ちなみに「THE WATER MARGIN（水滸伝のテーマ）」は後にシングル『ミラージュのテーマ』のB面曲として、日本に逆輸入された。
「SUITE:GENESIS（組曲:新創世紀）」は、ライヴ『MAGIC CAPSULE』でも演奏されているが、各曲の尺が短くなっており、メドレー形式で次の曲に繋がるようになっている。
2006年5月4日に公演された『ゴダイゴ in 東大寺』では「SUITE:GENESIS（組曲:新創世紀）」の一部である「BUDDAH'S SONG（釈迦の歌）」が、前後に「MIKUNI（御国）」（『DEAD END』の収録曲）を挟み、メドレー形式で演奏された。
2007年3月16日に公演された『2007 TOKYO 新創世紀』では「SUITE:GENESIS（組曲:新創世紀）」が大編成のロック・オペラとして披露され、『青春の殺人者』に出演していた市原悦子がナレーションと女王及び三人の息子の五役を担当した。また組曲の内容も「SUITE:GENESIS（組曲:新創世紀）」の中の曲のみならず、「MAGIC PAINTING（マジック・ペインティング）」「IT'S GOOD TO BE HOME AGAIN（憩いのひと時）」なども挿入されている。各曲の尺も、MAGIC CAPSULE版とは異なり、原曲に近いものとなっている。

## 収録曲
| 全作詞: 奈良橋陽子、全作曲: タケカワユキヒデ。 |                                                        |            |                  |                            |      |
| #                                              | タイトル                                               | 作詞       | 作曲・編曲       | 編曲                       | 時間 |
| 1.                                             | 「想い出を君に託そう」(IF YOU ARE PASSING BY THAT WAY) | 奈良橋陽子 | タケカワユキヒデ | ミッキー吉野               | 3:49 |
| 2.                                             | 「イエロー・センター・ライン」(YELLOW CENTER LINE)     | 奈良橋陽子 | タケカワユキヒデ | ミッキー吉野               | 3:56 |
| 3.                                             | 「マジック・ペインティング」(MAGIC PAINTING)           | 奈良橋陽子 | タケカワユキヒデ | ミッキー吉野               | 3:20 |
| 4.                                             | 「憩いのひと時」(IT'S GOOD TO BE HOME AGAIN)           | 奈良橋陽子 | タケカワユキヒデ | タケカワユキヒデ、石川鷹彦 | 4:17 |
| 5.                                             | 「僕のサラダガール」(SALAD GIRL)                       | 奈良橋陽子 | タケカワユキヒデ | ミッキー吉野               | 3:05 |
| 合計時間:                                      | 合計時間:                                              | 合計時間:  | 18:27            |                            |      |

| 全作詞: 奈良橋陽子、全作曲: タケカワユキヒデ、全編曲: ミッキー吉野。 |                                    |            |                  |
| #                                                                    | タイトル                           | 作詞       | 作曲・編曲       |
| 6.                                                                   | 「誕生」(CREATION)                 | 奈良橋陽子 | タケカワユキヒデ |
| 7.                                                                   | 「女王の唄」(QUEEN'S SONG)         | 奈良橋陽子 | タケカワユキヒデ |
| 8.                                                                   | 「恋する男の嘆き」(LOVER'S LAMENT) | 奈良橋陽子 | タケカワユキヒデ |
| 9.                                                                   | 「母と子」(MOTHER & SON)           | 奈良橋陽子 | タケカワユキヒデ |
| 10.                                                                  | 「男たちの凱歌」(THE HUDDLE)       | 奈良橋陽子 | タケカワユキヒデ |
| 11.                                                                  | 「釈迦の歌」(BUDDHA'S SONG)        | 奈良橋陽子 | タケカワユキヒデ |
| 合計時間:                                                            | 合計時間:                          | 23:11      |                  |

### 解説
1. 想い出を君に託そう
2. イエロー・センター・ライン
1stシングルのカップリング曲。
3. マジック・ペインティング
タケカワユキヒデによるメロトロンを取り入れた楽曲。
4. 憩いのひと時
石川鷹彦によるアコースティックギターを前面に押し出した楽曲で、この楽曲のみタケカワと石川による共同編曲で制作されている。
5. 僕のサラダガール
1stシングルの表題曲。
6. 組曲：新創世紀

## 参加ミュージシャン
ゴダイゴ
- タケカワユキヒデ：Vocal、Piano (#2,6,7)、Mellotron (#3)
- ミッキー吉野：Keyboards
- スティーヴ・フォックス：Electric Bass & Vocal
- 浅野孝已：Guitars
- 原田裕臣：Drums (#2,3,6)
- 浅野良治：Drums (#1,5)

サポートミュージシャン
- 石川鷹彦：Acoustic Guitar (#4)
- 坂本めぐみ：Backing Vocals
- 上村純子：Backing Vocals

## タイアップ
- カネボウ化粧品『サラダガール・キャンペーン』CMソング (#5)